# Xavier De Bue

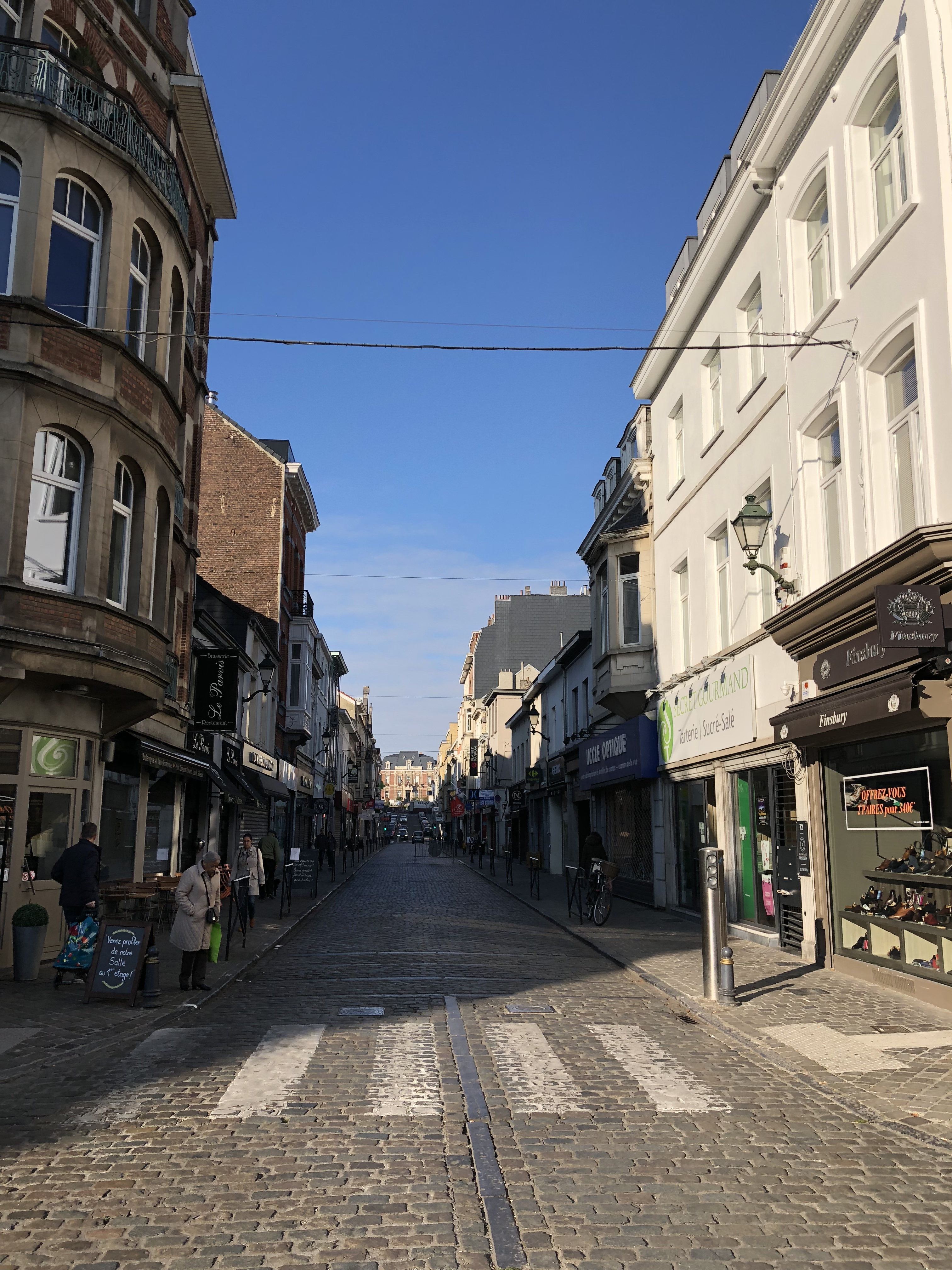
La rue Xavier De Bue et, au fond, la maison communale

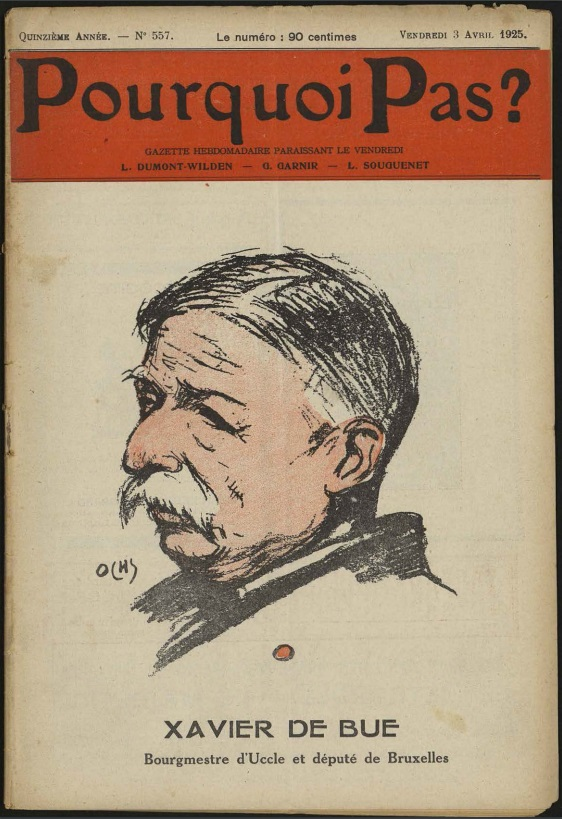
Portrait de Xavier De Bue, paru dans le "Pourquoi Pas" à l'occasion de son décès, et dessiné par OCHS

François Xavier Marie De Bue, né le 4 janvier 1860 à Uccle et y décédé le 30 septembre 1925 fut un homme politique belge catholique.

## Historique
De Bue fut conseiller communal (1888-1911/1912-1925), échevin (1896-1900) et bourgmestre (1909-1911/1921-1925)  d'Uccle; conseiller provincial du Brabant (1892-1910); il fut élu député de l'arrondissement de Bruxelles pour le Parti Catholique (1910-25). Il fut questeur de l'assemblée de 1912 à 1925.